# Masolino da Panicale
Masolino da Panicale, původním jménem Tommaso di Cristoforo Fini (1383, Panicale di Valdese u Florencie – 1447, Florencie)

byl italský, pozdně gotický malíř. Přestože bývá řazen k pozdní gotice, některé aspekty Masoliniho děl jsou již renesanční, zejména využití perspektivy. Vasari ve svých Životech napsal:
| „ | Masolino byl prvním, který svým postavám žen přidal líbeznost a mužům vznešené chování. Dokázal umně zachytit hru světla a stínu a jeho obrazy byly naplněny takovým půvabem, že zářily takovou pokorou, jakou si lze jen představit. | “ |

## Život
Masolino (Malý Tom) se narodil v Panicale poblíž Florencie. I jeho otec Cristoforo Fini byl malíř. Masolino se však vyučil v dílně Lorenza Ghibertiho, kde pracoval v letech 1403 - 1407. V roce 1423 nastoupil do florentského cechu Arte dei Medici e Speziali (Lékaři a lékárníci), který jako samostatnou pobočku zahrnoval i malíře.
Masolino strávil mnoho let cestováním. V Uhrách pobýval od září 1425 do července 1427 pod záštitou Pipa z Ozory. V Římě a Florencii pracoval od roku 1428. V tomto období spolupracoval se svým mladším kolegou Masacciem na freskách v kapli Brancacciů v bazilice Santa Maria del Carmine ve Florencii. Někteří historikové, především Vasari, považují mnohem mladšího Masaccia za Masoliniho žáka. Jiní se domnívají, že mezi nimi byl rovnocenný a vzájemně inspirativní vztah.
Po roce 1435 pracoval především pro kardinála Branda Castiglioneho v Castiglione Olona.
Masolino zemřel roku 1447 ve Florencii.

## Dílo

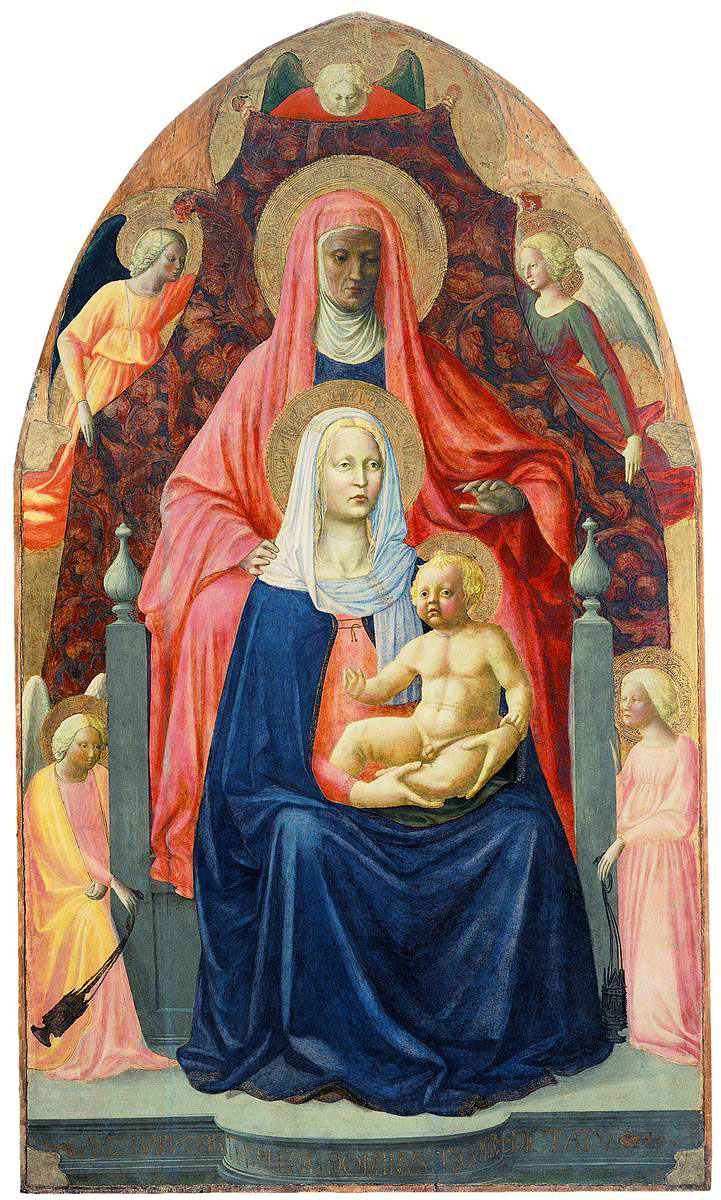
Svatá Anna Samatřetí, 1424

### Obraz Svatá Anna Samatřetí
V roce 1424 Masolino se svým krajanem a blízkým spolupracovníkem Masacciem namaloval obraz Svatá Anna Samatřetí pro florentský kostel svatého Ambrože. Svým formátem obraz ještě odkazuje na gotické malířství, je vysoký téměř 2 metry a ve tvaru lomeného oblouku. Masolino namaloval zadní postavu svaté Anny a postavy andělů, kteří obklopují celý výjev. Svatá Anna má portrétní rysy tehdejší abatyše, která obraz pro klášter objednala. Masaccio namaloval Pannu Marii s Ježíškem v popředí.
Přísná osovost obrazu je ještě ukázkou byzantského malířství, zároveň jsou ale postavy modelovány světlem a to jim dodává plastičnost. Především Masaccio, který je o generaci mladší než Masolino, zde začíná používat nové postupy a nové principy typické pro ranou renesanci.
Obraz souvisí s vyhnání vévody Athénského z Florencie, ke kterému došlo v roce 1343 v předvečer svátku svaté Anny. Obyvatelé města tuto událost přičítali pomoci právě od svaté Anny. Od té doby se stala patronkou města Florencie.

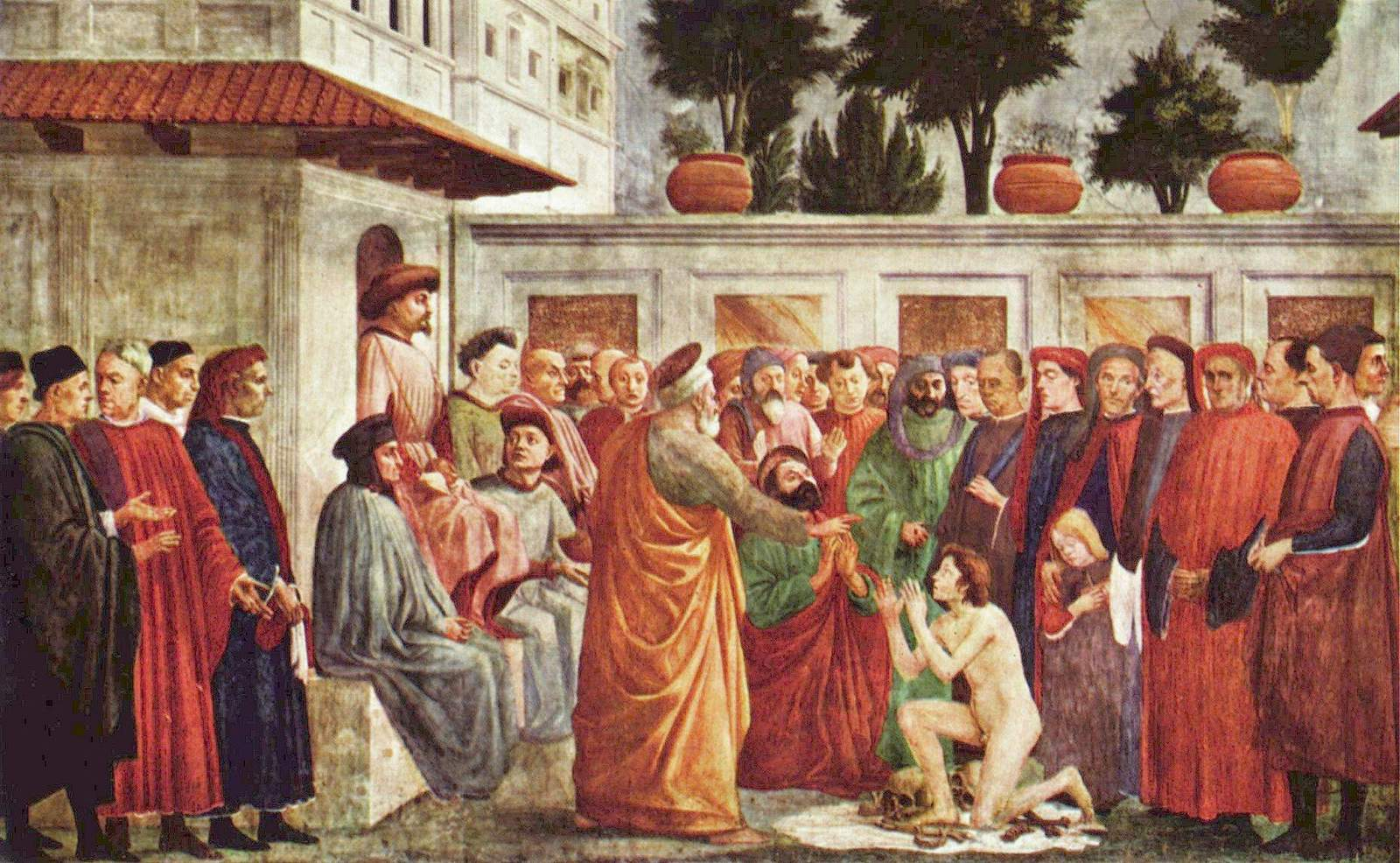
Jedna z fresek v kapli Brancacciů, 1424-1428

### Kaple Brancacciů ve Florencii
Vrcholem spolupráce Masolina a Masaccia byla výzdoba kaple Brancacciů v kostele St. Maria del Carmine ve Florencii, kde pracovali v letech 1424 - 1428. Malby objednal významný florentský patricij jménem Felice Brancacci, který byl patronem kaple v letech 1422 - 1436. Byl to jeden z nejbohatších a nejmocnějších měšťanů tehdejší Florencie, který zbohatl obchodem s hedvábím.
Kaple byla tehdy zasvěcená sv. Petrovi, až mnohem později Madonně del Popoló. Tématem fresek tedy měly být jednotlivé epizody ze života svatého Petra, ale jsou zde i dvě scény Adam a Eva v ráji a Vyhnání Adama a Evy z ráje. Stěny kaple jsou rozděleny do dvou podlaží, takže i fresky jsou vždy nad sebou podél stěn celé kaple. Práce nebyly dokončeny, neboť mladý Masaccio umírá v roce 1428 a rod Brancacciů je roku 1436 vypovězen z Florencie. Téměř po padesáti letech v letech1483 -1484 dokončil práci Filippino Lippi. Jeho úkolem mimo jiné bylo odstranit z obrazů jakoukoliv připomínku na rod Brancacciů.
Přes všechny překážky je výzdoba kaple klíčovým malířským dílem rané renesance, kde jsou uplatněny všechny principy a objevy příznačné pro malířství té doby.

### Maďarsko, Lombardie a Řím
Od roku 1425 působil Masolino v Maďarsku, kde pracoval pro kardinála Branda Castiglioneho.
Roku 1428 byl pozván do Říma, aby vymaloval fresky v Castiglioneho soukromé kapli v kostele Sv. Klementa.
V roce 1435 pracoval ve městě Castiglione Olona v Lombardii na výzdobě kardinálova paláce a kostela. Velmi ceněným dílem je nádherná křtitelnice. Pracoval tam společně s mnoha známými toskánskými malíři.
V letech 1433 - 1434 namaloval pro palác Orsini v Římě cyklus 300 slavných historických postav.

## Galerie

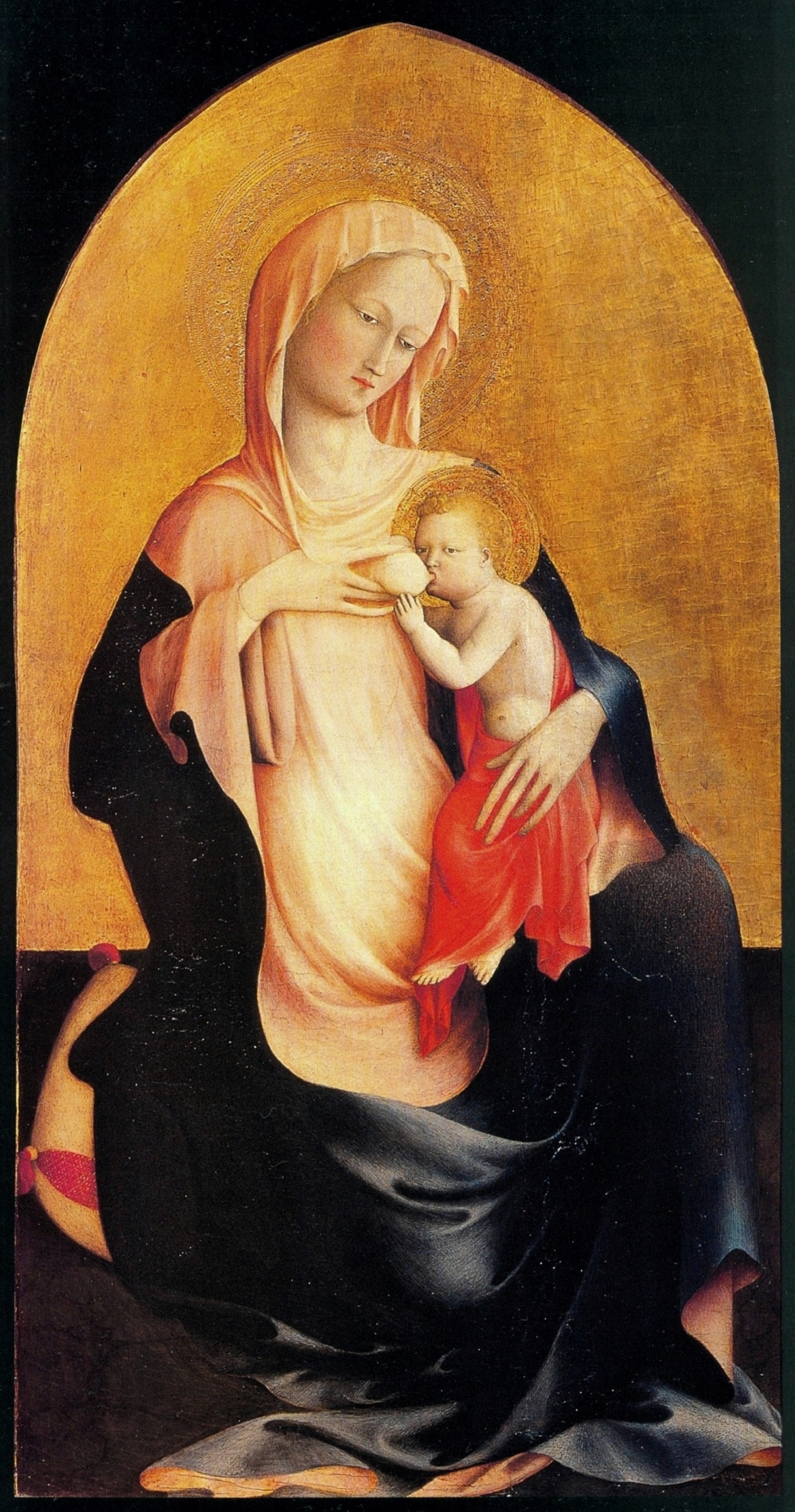
Madona pokorná (kolem 1424)
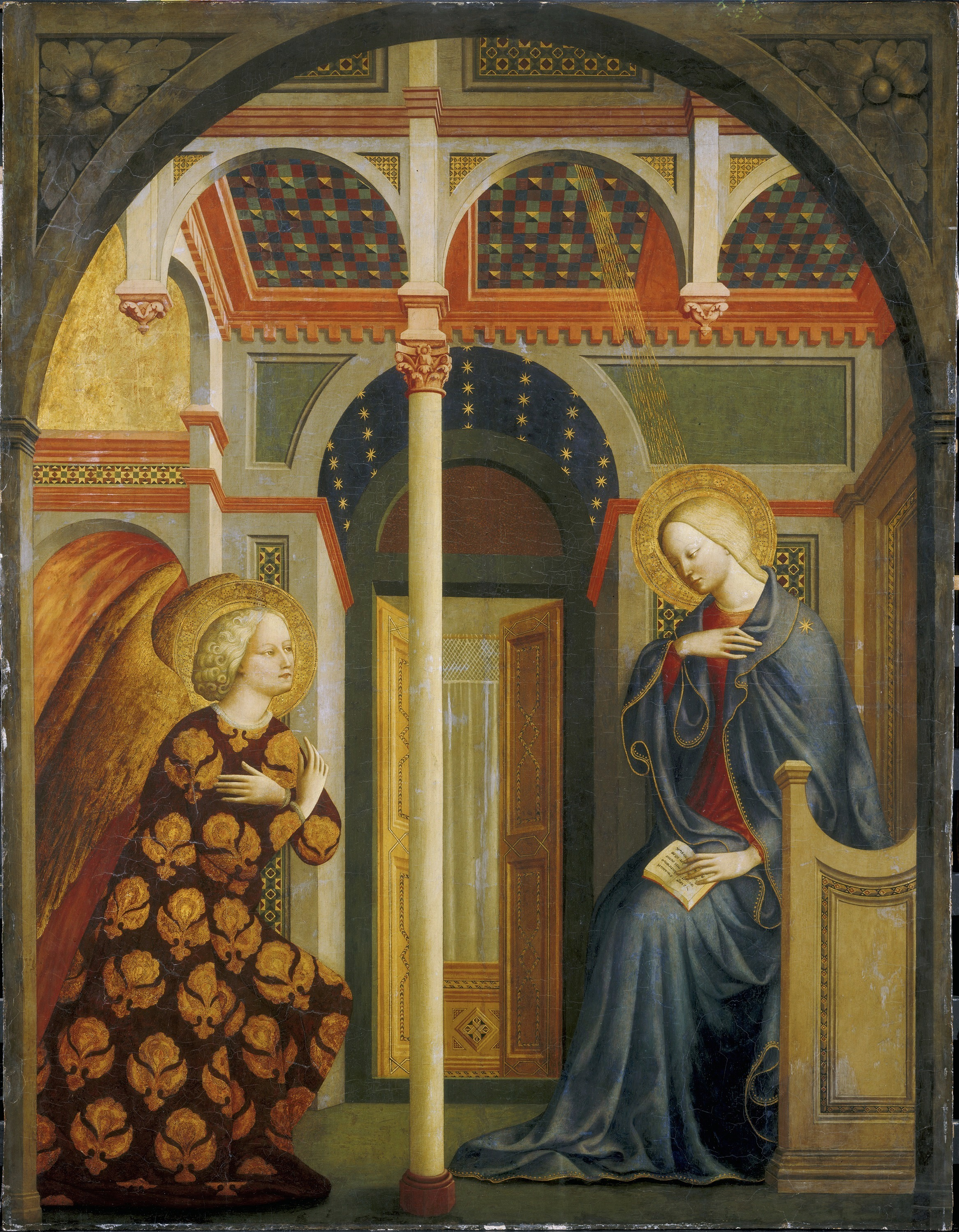
Zvěstování
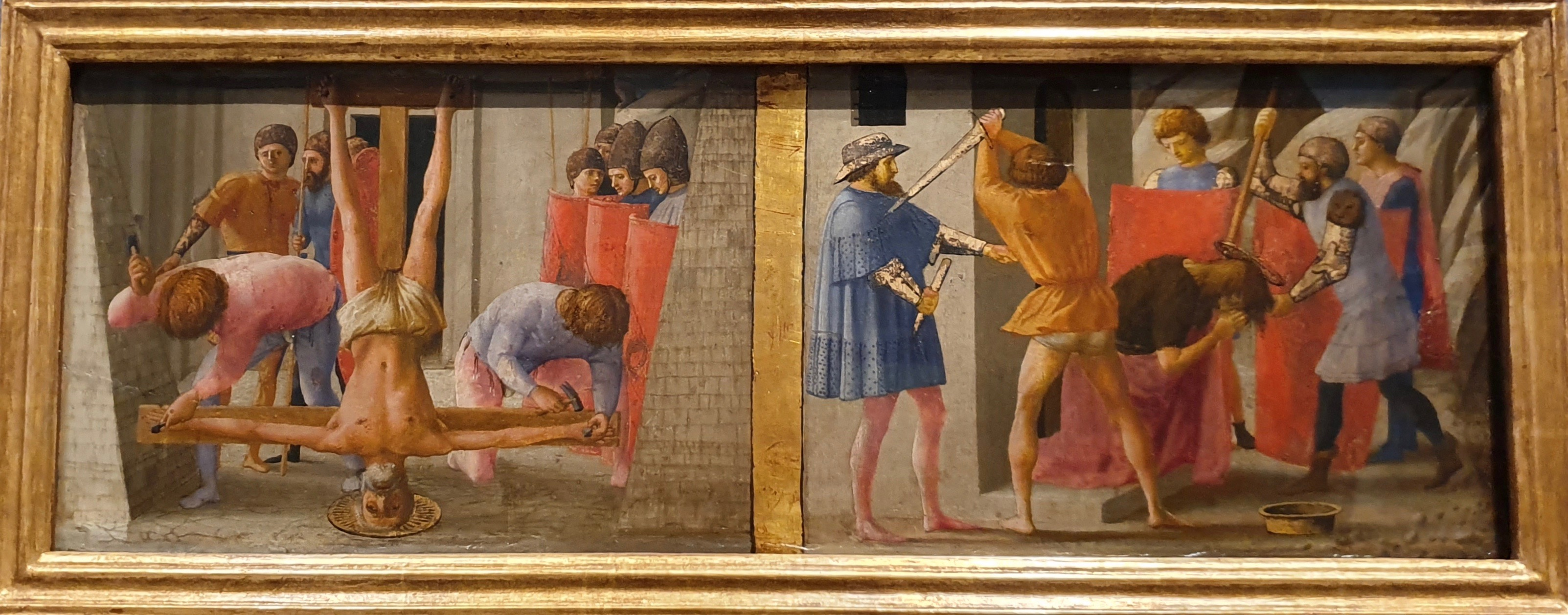
Ukřižování svatého Petra, kaple Brancacciů